# Министерство иностранных дел и торговли Новой Зеландии
Министерство иностранных дел и торговли (MFAT) (маори: Manatū Aorere) — департамент государственной службы Новой Зеландии, отвечающий за вопросы внешней и торговой политики, а также продвигающий интересы Новой Зеландии в торговле и международных отношениях.

## История
Министерство иностранных дел и торговли (MFAT) было впервые создано как Министерство иностранных дел (NZDEA) 11 июня 1943 года на основании акта парламента. Решение было вызвано в связи с необходимостью для Новой Зеландии вести свои собственные внешние связи, а также с тем, что соседняя Австралия с 1921 года имела своё министерство иностранных дел. До этого интересы Новой Зеландии за рубежом представляла Великобритания, колонией которой была Новая Зеландия. Создание Министерства иностранных дел сопровождалось созданием дипломатической службы и дипломатических миссий в Соединенных Штатах, Канаде, Австралии и Советском Союзе в период с 1942 по 1944 год.Как и аналогичные министерства Австралии и Канады, NZDEA было названо министерством «Внешних дел», а не «Иностранных» в знак уважения к британскому правительству за ведение внешней политики от имени Британской империи, а затем Содружества Наций.
С 1969 по 1988 год министерство было известно как Министерство иностранных дел (МИД). В период с 1988 по 1993 год министерство было переименовано в Министерство внешних связей и торговли (MERT). NZDEA и МИД находились в ведении Департамента премьер-министра до 1975 года. В период с 1946 по 1975 министр иностранных дел был также постоянной главой департамента премьер-министра. В это время многие новозеландские премьер-министры, включая Питера Фрейзера, Уолтера Нэша и Кита Холиока, занимали пост министра иностранных дел. МИД не имел никакого отношения к более раннему Департаменту иностранных дел, который отвечал за управление зависимыми островами Ниуэ, островами Кука, Токелау и Самоа в период с 1919 по 1943 год. В 1943 году этот департамент был переименован в Департамент островных территорий. В 1975 году Департамент островных территорий был распущен, и его функции были возвращены Министерству иностранных дел.

## Функции
Министерство представляет интересы Новой Зеландии в международных организациях, в том числе в Организации Объединенных Наций, АТЭС, ТТП и ВТО. Оно играет активную роль в Азиатско-Тихоокеанском регионе и участвует в региональных инициативах в области безопасности, таких как Региональная миссия по оказанию помощи Соломоновым Островам (RAMSI), а также в переговорах и осуществлении мирного соглашения на Бугенвиле. Министерство активно развивает экспортные возможности для местных компаний и в 2008 году заключило соглашение о свободной торговле с Китаем.

### Новозеландское агентство международного развития
Агентство по оказанию помощи в целях развития за рубежом Агентства международного развития (NZAID) было полуавтономным агентством в составе министерства, пока оно не было реформировано в Группу международного развития (IDG) и возвращено в состав министерства.

## Министры
В министерстве работают 4 министра и заместитель министра.
| Должностное лицо  | Должность | Прочие обязанности                   |
| ----------------- | --- | ------------------------------------ |
| Нанайя Махута     | Ведущий министр Министерства иностранных дел и торговли. Министр иностранных дел                                             |                                      |
| Аупито Уильям Сио | | Заместитель министра иностранных дел |
| Дэмиен О'Коннор   | Министр торговли и развития экспорта                                                                                         |                                      |
| Фил Твайфорд      | Министр по вопросам разоружения и контроля над вооружениями Государственный министр по вопросам торговли и развития экспорта |                                      |
| Джеймс Шоу        | Министр по вопросам изменения климата                                                                                        |                                      |

## Структура министерства
В министерстве работают 653 сотрудника, находящихся в штаб-квартире в Веллингтоне, и 661 сотрудник за рубежом, включая 53 консулов и послов

### Министры иностранных дел и торговли
- Сэр Алистер Макинтош (1942—1966)
- Сэр Джордж Лейкинг (1967—1972)
- Фрэнк Корнер (1973—1980)
- Мервин Норриш (1980—1988)
- Грэм Анселл (1989—1993)
- Ричард Ноттедж (1993—1998)
- Нил Уолтер (1999—2002)[6]
- Саймон Мердок (2002—2009)[7]
- Джон Аллен (2009—2014)[8]
- Брук Баррингтон (2015—2019)[9]
- Крис Сид (2019-н.в.)[10]